# Neighborhood Playhouse School of the Theatre

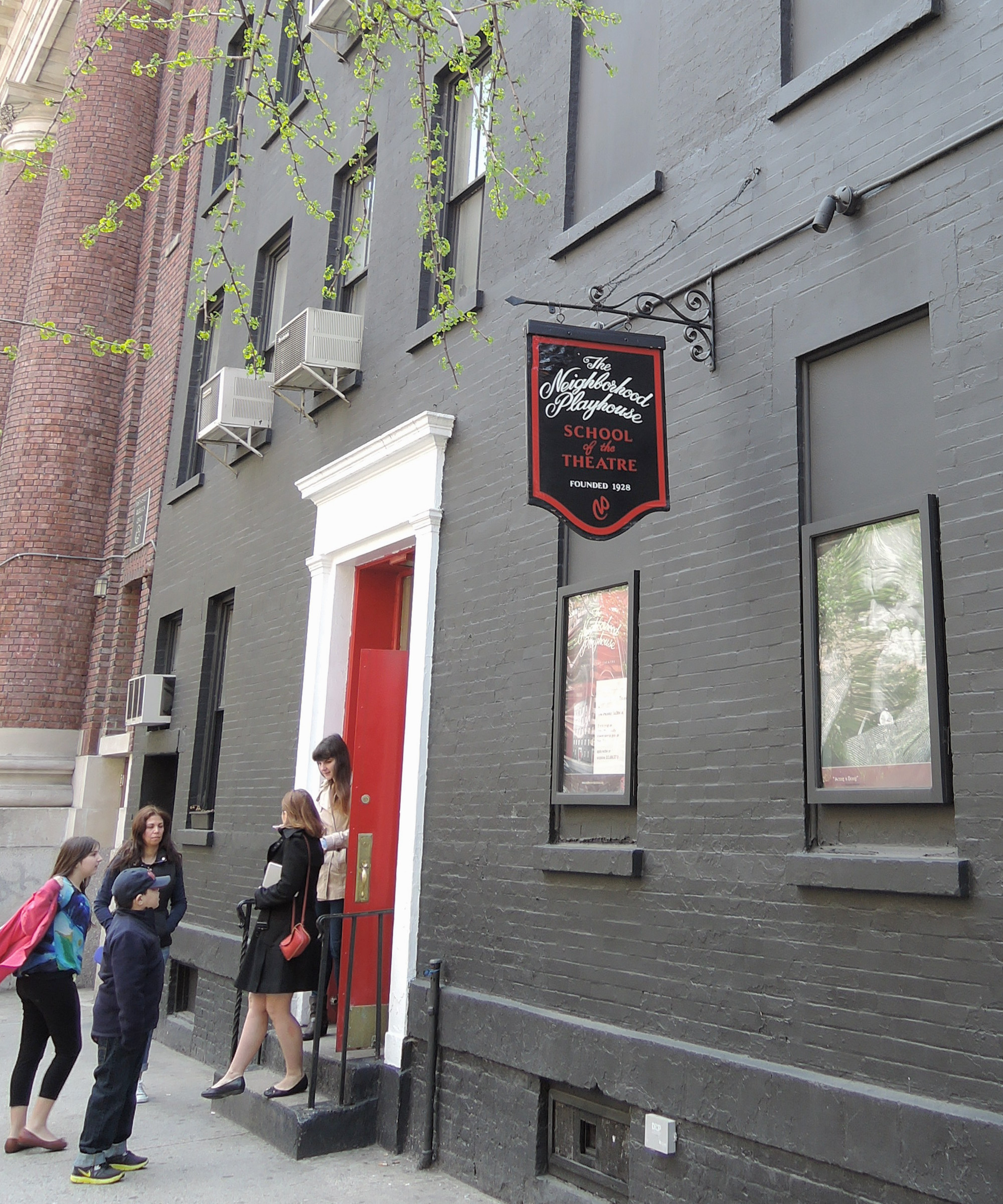
Neighborhood Playhouse School of the Theatre (2013)

Die Neighborhood Playhouse School of the Theatre ist eine Schauspielschule in New York City. 
Gelehrt wird nach der von Sanford Meisner (1905–1997) erfundenen Meisner-Technik, wonach sowohl Schauspieltechnik als auch Gesang, Tanz, Stimmbildung und Bühnenkampf auf dem Lehrplan stehen.
Unter den Absolventen finden sich so bekannte Schauspieler wie Elizabeth Ashley, Betty Garrett, James Caan, Tom Cruise, Robert Duvall,  Jeff Goldblum, Lee Grant, Lorne Greene, Christopher Lloyd, Joe Flanigan, Diane Keaton, Steve McQueen, Christopher Meloni, Chris Noth, Gregory Peck, Sydney Pollack, Tony Randall, Liza Snyder, Jon Voight, Eli Wallach, Joanne Woodward sowie die deutschen Schauspieler Philipp Moog, Hendrik Martz, Carin C. Tietze, Sebastian Gerold, Kai Wong und Kathrin von Steinburg.